# Seigneurie du Lac-des-Deux-Montagnes
Pour les articles homonymes, voir Deux-Montagnes (homonymie).
La seigneurie du Lac-des-Deux-Montagnes était une seigneurie en Nouvelle-France. Elle était située dans l'actuelle municipalité régionale de comté de Deux-Montagnes dans la région administrative des Laurentides au Québec (Canada).

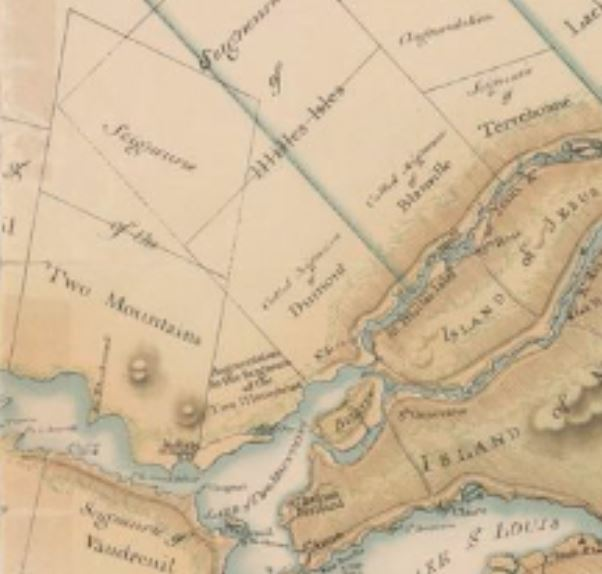
Carte de 1793&94 par arpenteurs Gage & Duberger des seigneuries du Lac-des-Deux-Montagnes et environs,

## Géographie
La seigneurie du Lac-des-Deux-Montagnes se situe au nord-ouest du lac des Deux Montagnes, d’où son nom. La seigneurie couvre une étendue de 3,5 lieues de front sur 6 lieues de profondeur, La superficie de la seigneurie est de 21 lieues carrées ou 525 km2,,, Elle est bornée à l’ouest par la seigneurie d'Argenteuil, au nord et au nord-est par les seigneuries de Mille-Isles, Bellefeuille et Rivière-du-Chêne.

## Histoire
Le gouverneur Philippe de Rigaud de Vaudreuil concède la seigneurie à la Compagnie de Saint-Sulpice de Paris en 1717. Le village d'Oka, d'abord établie au fond de la Petite Baie, près du ruisseau aux Serpents, fut ensuite déménagé à l'endroit de  la pointe d'Oka environ un kilomètre et demi à l'ouest, où fut construite une première église en pierre en 1733., La même année le Seminaire concède à la seigneurie initiale une augmentation de territoire de 2,5 lieue de front  enclavée entre la seigneurie des Mille-Îles et le côté est de la seigneurie du Lac-des-Deux-Montagnes, le secteur Pointe-Calumet et Saint-Joseph-du-Lac,,,. En 1735, le Roi approuve d'indemnifier les Sulpiciens pour les dépenses du déménagement de mission au Lac-des-Deux-Montagnes ainsi qu'a une augmentation de territoire de 3 lieues de plus profond à l'arrière de la seigneurie de manière à fixer les limites actuelles de la seigneurie,,. La seigneurie fait partie de la division administrative seigneuriale de Montréal. Après la Guerre de la Conquête, en 1764, la Compagnie de Saint-Sulpice de Paris vend la seigneurie aux Sulpiciens de Montréal. Plus de 80 % du territoire de la seigneurie est concédé avant 1840.
Le territoire de la seigneurie fait l’objet de revendications de la part du Conseil mohawk de Kanesatake, cette revendication ayant mené à la crise d’Oka en 1990. En 2008, le ministre fédéral des Affaires autochtones et du Développement du Nord consent que le dossier relatif à la seigneurie du Lac-des-Deux-Montagnes soit une revendication particulière. Or, le conseil de bande indique qu’il a été convenu que ce dossier devait être considéré comme de troisième ordre, c’est-à-dire ne faisant l’objet ni d’une revendication globale ni d’une revendication particulière. Les Mohawks contestent l’allégation du ministère selon laquelle les Sulpiciens sont les « pleins propriétaires et à perpétuité » de l’ensemble de la seigneurie » et les droits des autochtones se limiteraient aux terrains qu’ils occupent excluant les territoires de chasse. Ils arguent que le traité de Paris, le traité d’Oswesgatchie et la Proclamation royale reconnaissent leurs droits sur l’ensemble de la seigneurie et que leurs droits n’ont pas été protégés par le Canada, les Mohawks n’ayant jamais été informés des transactions foncières relatives à la seigneurie.

## Postérité
Le nom de la seigneurie s’est perpétué au cours de l’histoire à plusieurs entités géographiques situées sur son territoire, notamment la ville de Deux-Montagnes, le comté de Deux-Montagnes, la circonscription électorale provinciale de Deux-Montagnes, la circonscription fédérale de Deux-Montagnes, la ligne Deux-Montagnes de train de banlieue, la gare de Deux-Montagnes. Un fromage produit par la Fromagerie d’Oka porte le nom la Seigneurie du Lac-des-Deux-Montagnes.